# Hans Wallner
Pour les articles homonymes, voir Wallner.
Hans Wallner (né le 29 avril 1953) est un sauteur à ski autrichien.

## Palmarès

### Jeux Olympiques
| Épreuve / Édition | Innsbruck 1976 | Sarajevo 1984 |
| Petit Tremplin    |                | 24e           |
| Grand Tremplin    | 6e             | 24e           |

### Championnats du monde
| Épreuve / Édition | Oslo 1982 |
| Grand Tremplin    | 32e       |
| Par Equipes       | Argent    |

### Championnats du monde de vol à ski
| Épreuve / Édition | Kulm 1975 |
| Individuel        | 5e        |

### Coupe du monde
- Meilleur classement final: 7e en 1981.
- 1 victoire.

### Saison par saison
| Année | Lieu            |
| 1981  | Sapporo (Japon) |